# Riewend
Das Dorf Riewend ist ein Gemeindeteil von Päwesin, einer Gemeinde im Norden des Landkreises Potsdam-Mittelmark in Brandenburg. Das Dorf liegt am Westufer des nach ihm benannten Riewendsees. Riewend wurde am 1. April 1962 nach Päwesin eingemeindet.
Seit 1999 besteht in Riewend eine Fazenda da Esperança.

## Sehenswürdigkeiten
Als Baudenkmal ist die kleine barocke Dorfkirche Riewend aus dem 18. Jahrhundert ausgewiesen. Im Inneren befindet sich ein Kanzelaltar. Ebenfalls als Baudenkmal ausgewiesen ist die alte Landstraße zwischen Riewend und Klein Behnitz, die mit früher ortstypischen Ziegelsteinen gepflastert ist. Ein in der Nähe des Dorfes als Burgwall Riewend bezeichneter Burgstall einer ehemaligen slawischen Niederungsburg ist heute ein Bodendenkmal.